# Koutchoukalo Tchassim
 (mai 2025).
La mise en forme du texte ne suit pas les recommandations de Wikipédia : il faut le « wikifier ».
Les points d'amélioration suivants sont les cas les plus fréquents. Le détail des points à revoir est peut-être précisé sur la page de discussion.
- Les titres sont pré-formatés par le logiciel. Ils ne sont ni en capitales, ni en gras.
- Le texte ne doit pas être écrit en capitales (les noms de famille non plus), ni en gras, ni en italique, ni en « petit »…
- Le gras n'est utilisé que pour surligner le titre de l'article dans l'introduction, une seule fois.
- L'italique est rarement utilisé : mots en langue étrangère, titres d'œuvres, noms de bateaux, etc.
- Les citations ne sont pas en italique mais en corps de texte normal. Elles sont entourées par des guillemets français : « et ».
- Les listes à puces sont à éviter, des paragraphes rédigés étant largement préférés. Les tableaux sont à réserver à la présentation de données structurées (résultats, etc.).
- Les appels de note de bas de page (petits chiffres en exposant, introduits par l'outil «  Source ») sont à placer entre la fin de phrase et le point final[comme ça].
- Les liens internes (vers d'autres articles de Wikipédia) sont à choisir avec parcimonie. Créez des liens vers des articles approfondissant le sujet. Les termes génériques sans rapport avec le sujet sont à éviter, ainsi que les répétitions de liens vers un même terme.
- Les liens externes sont à placer uniquement dans une section « Liens externes », à la fin de l'article. Ces liens sont à choisir avec parcimonie suivant les règles définies. Si un lien sert de source à l'article, son insertion dans le texte est à faire par les notes de bas de page.
- La présentation des références doit suivre les conventions bibliographiques. Il est recommandé d'utiliser les modèles {{Ouvrage}}, {{Chapitre}}, {{Article}}, {{Lien web}} et/ou {{Bibliographie}}. Le mode d'édition visuel peut mettre en forme automatiquement les références.
- Insérer une infobox (cadre d'informations à droite) n'est pas obligatoire pour parachever la mise en page.

Pour une aide détaillée, merci de consulter Aide:Wikification.
Si vous pensez que ces points ont été résolus, vous pouvez retirer ce bandeau et améliorer la mise en forme d'un autre article.
Koutchoukalo tchassim, de son vrai nom, Marcelle Koutchoukalo Tchassim, née le 24 janvier 1967  à Yadé au Togo, est une professeure titulaire, enseignante-chercheuse et écrivaine togolaise.
Elle est la première femme togolaise professeure titulaire au département de lettres modernes de l'université de Lomé au Togo .

## Biographie
Koutchoukalo tchassim née le 24 janvier 1967 à Yadé au Togo,  a effectué ses études primaires à l'école catholique des sœurs de Yadé, études du secondaire 1 au CEG de Yadé-Bohou et secondaire 2 au lycée de Kara, puis poursuit ses études supérieures à l'université du Bénin, devenu aujourd'hui l'université de Lomé d'où elle sort  nantie d'un doctorat en lettres modernes, spécialité littérature africaine francophone et une maîtrise en sciences de l'éducation. Koutchoukalo tchassim est professeure titulaire (CAMES) de littérature africaine francophone à l'université de Lomé. Présidente de la fédération des universitaires d'Afrique (FUA) dont elle est co-fondateur, Koutchoukalo tchassim fut membre du Laboratoire des recherches sur les littératures africaines francophones. Également vice-présidente du réseau des femmes de l'enseignement supérieur du Togo (ReFEST), elle est membre du parlement des écrivaines francophones(PEF) et membre de l'association des écrivains du Togo (AET), puis directrice de publication et rédactrice en chef de la revue Dama Nino. 
Elle est auteure de plusieurs ouvrages dont des essais, des recueils, des romans et une pièce de théâtre.

## Carrière
Koutchoukalo tchassim est professeure titulaire de CAMES en littérature africaine francophone à l'université de Lomé depuis 2009 ; auparavant, enseignante de français au second cycle du secondaire pendant cinq ans. 
De 2011 en 2020, elle est directrice de l’Institut Confucius de l’Université de Lomé, Koutchoukalo Tchassim est Présidente de la Fédération des Universitaires d’Afrique (FUA). 

## Ouvrages

### Poésie
- Koutchoukalo tchassim, Les plaies, Lomé-Togo, Éditions Awoudy, 2015, 60 p. (ISBN 978-2-37316-012-3)[4]
- 2016: Je ne suis pas négatif, Éditions Continents, Lomé-Togo, 95 pages[5].
- 2019: Elle, Éditions Continents, Lomé-Togo, collection Scriptorium,  (ISBN 978-2-918706-18-2)[6].
- 2021: Le père de l'homme, Les Éditions du Net, ISBN:  (ISBN 978-2-312-08633-0)[7].
- 2023: Et si l'amour n'existait pas, L'oracle Editions, Lomé-Togo[8].
- 2024: La poésie n'est plus la tour des dieux, Éditions Continents, Lomé-Togo.

### Romans
- 2016: Je suis le fils de quiconque m'aime, Christon Éditions, Cotonou-Bénin, 178 p.  (ISBN 978-99919-2-347-5)[9].
- 2017: Ma maison d'initiation, Christon Éditions, Cotonou-Bénin, collection Alliss, 233 p. (ISBN 978-99919-2-866-1)[10].
- 2019: Le rescapé colonial, christon Éditions, Cotonou-Bénin, collection Alliss, 233 p. (ISBN 978-99982-915-1-5)

- 2020: Les enfants de midi, Éditions Awoudy, Lomé-Togo,  (ISBN 978-2-37316-247-9) ,98 pages.
- 2020: Et Si Dieu était complice…, Generis publishing, Moldavie,  (ISBN 978-9975-154-37-6) ,106 pages.
- 2022: Le petit bazar de Gustave, Éditions Germinale,  (ISBN 978-2-38396-010-2)[11].

### Essai
- 2012 : Image du <<Togolais nouveau>>, Éditions Peter Lang, 297 p  (ISBN 978-3034311465)

.
- 2016: Fictions africaines, 2e édition, Lomé-Togo, Éditions Continents, collection Regards, 322 pages[13].
- 2018 : Genre, identités, christon Éditions, Cotonou-Bénin, collection<<Les élites>> (ISBN 978-99919-817-7-2) ,178 pages[14].
- 2023: Corps, langage et analogies, Christon Éditions, Cotonou-Bénin, 170 pages  (ISBN 978-99982-1-011-0)

### Théâtre
- 2021:Affairage, Generis publishing, Moldavie,  (ISBN 978-1-63902-497-1)[16].

### Direction et Co-direction
- 2017:Koutchoukalo tchassim, Kodjona Kadanga, Oulegoh Keyewa, fondements philosophiques et littéraires des traditions orales en Afrique de l'ouest : exemples du Togo et la Côte d'Ivoire. Les presses de l'IRES-RDEC 2017, 146 pages[17]..
- 2020: Koutchoukalo tchassim (sous dir.), immigration et sexe, Presses de l'IRES-ERDEC, Lomé-Togo,  (ISBN 978-2-9555317-9-2)[18].
- 2020:N'buéké Adovi Goeh Akue, Koutchoukalo tchassim, IBA Bilina Ballon, Démocratie, gouvernance locale et justice sociale en Afrique et au-delà, Paris, l'harmattan,  (ISBN 978-2-343-18574-3)[19].
- 2021:Koutchoukalo tchassim, Didier Amela, Adama Ouedraogo(sous dir.), Représentations du COVID-19, de ses impacts socio-économiques et psychologiques en Littératures et en Sciences Humaines, Paris, l'harmattan Togo, Lomé-Togo,  (ISBN 978-2-343-24924-7)[20].
- 2023:Ðamá Nɩńaʋ, Revue interdisciplinaire Lettres Arts et Sciences Humaines, presses de UL, Lomé-Togo,  (ISBN 978-2-916789-65--1).

## Distinctions
- 2020 ː Lauréate du Grand Prix de la littérature togolaise 2020 (catégorie poésie) pour son recueil de poèmes "Elle", décerné par le Fonds d'Aide à la culture (FAC)[21],[22].